# Черногорово (Хасковская область)
Черногорово (болг. Черногорово) — село в Болгарии. Находится в Хасковской области, входит в общину Димитровград. Население составляет 1 010 человек.

## Политическая ситуация
В местном кметстве Черногорово, в состав которого входит Черногорово, должность кмета (старосты) исполняет Стоян Христов Христов (Болгарская социалистическая партия (БСП)) по результатам выборов правления кметства.
Кмет (мэр) общины Димитровград — Стефан Димитров Димитров (коалиция партий: Союз свободной демократии (ССД), Земледельческий народный союз (ЗНС), Болгарская рабочая социал-демократическая партия (БСДП), «Новые лидеры» (НЛ)) по результатам выборов в правление общины.